# René Brice
Pour les articles homonymes, voir Brice.
René Joseph Brice, né le 23 juin 1839 à Rennes (Ille-et-Vilaine) et mort le 26 août 1921  à Paris, est un homme politique français.

## Biographie
Docteur en droit et avocat à Rennes, il est un opposant au Second Empire. En 1870, il est nommé sous-préfet de Redon par le Gouvernement de la Défense nationale, il démissionne rapidement pour se présenter comme représentant à l'Assemblée nationale. 
Républicain modéré, il est député d'Ille-et-Vilaine de 1871 à 1889 et de 1893 à 1921. Il ne connaît qu'une seule défaite, en 1889. En mai 1877, il est l'un des signataires du manifeste des 363. Il cumule ses fonctions de député avec d'importantes fonctions dans des institutions financières et des sociétés privées. Il est en effet sous gouverneur du Crédit foncier de France, administrateur des chemins de fer de l'Ouest, du Crédit foncier d'Algérie, de la Paternelle et du Crédit franco-canadien.
Il épouse Antoinette Doucet, fille de Camille Doucet, secrétaire perpétuel de l'Académie française, et est le beau-père de Paul Deschanel, par sa fille Germaine.

## Sources
- « René Brice », dans Adolphe Robert et Gaston Cougny, Dictionnaire des parlementaires français, Edgar Bourloton, 1889-1891 [détail de l’édition]